# Papa Nikola
Ukupno su bila petorica papa imena Nikola.
- Nikola I. (858. – 867.)
- Nikola II. (1058. – 1061.)
- Nikola III. (1277. – 1280.)
- Nikola IV. (1288. – 1292.)
- Nikola V. (1447. – 1455.)

Također je postojao jedan protupapa tog imena.
- Nikola V., protupapa (1328. – 1330.)